# Шиманов, Александр Александрович
Александр Александрович Шиманов (род. 8 мая 1992, Санкт-Петербург) — российский шахматист, гроссмейстер (2009). Мастер спорта России.

## Биография
Научился играть в шахматы в четырёхлетнем возрасте. Воспитанник ДЮСШ-2 Калининского района Санкт-Петербурга. Позднее занимался в СДЮСШОР № 2. В числе его наставников — Владимир Алексеевич Лузгин, Валерий Сергеевич Попов и Сергей Владимирович Иванов.
Побеждал в юношеских первенствах России в группах до 12 и 16 лет. В VI международном турнире «Юные звёзды мира» (Кириши, 2008) пришёл к финишу первым, на следующий год занял вторую строчку в турнирной таблице. Был первым в личном и командном зачёте по итогам II летней Спартакиады молодёжи России (Новая Ладога, 2010). В составе сборной России (возрастная категория до 16 лет) занял второе место на 13-й Всемирной юношеской олимпиаде (Мерсин, 2008).
На международных соревнованиях: 61-й фестиваль «Петровская Ладья» (Петергоф, 2007) — 4-e; 65-й фестиваль «Петровская ладья» (Петергоф, 2008) — 1-e; 69-й фестиваль «Петровская ладья» (Петергоф, 2009) — 2-e; Кубок Рилтона (Стокгольм, 2009/2010) — 6-е; турнир A2 «Аэрофлот Опен» (Москва, 2010) — 10-е; Оберварт (2010) — 1-е; Кубок Рилтона (Стокгольм, 2010/2011) — 2-е места.
Серебряный призёр чемпионата России по быстрым шахматам 2019 года. Бронзовый призёр чемпионата России по блицу 2019 года.
В командном чемпионате России выступал за «Клуб им. Чигорина» (Санкт-Петербург).

## Изменения рейтинга
| Графики недоступны из-за технических проблем. См. информацию на Фабрикаторе и на mediawiki.org. |